# Black Moon (album)
Pour les articles homonymes, voir Black Moon.
Albums de Emerson, Lake and Palmer
The Atlantic Years
(1982) Live at the Royal Albert Hall
(1993)
Black Moon est le huitième album studio du groupe Emerson, Lake and Palmer, sorti en 1992. Il s'agit du premier album enregistré par les trois musiciens depuis Love Beach en 1978, même si des projets plus récents avaient réunis Emerson et Lake avec le batteur Cozy Powell (Emerson, Lake and Powell, 1986) dans un premier temps, puis Emerson et Palmer avec le bassiste chanteur Robert Berry (To the Power of Three, 1988), sans oublier Lake et Palmer réunis dans le groupe Asia entre 1983 et 1984.  
L'album reçoit des critiques plutôt mitigées tant par les fans que par les médias, dues en grande partie à cause de leur longue absence en tant que groupe ainsi que pour la voix moins puissante de Lake et le manque d'implication réelle du trio.  
La chanson Affairs of the heart est issue de sessions entre Greg Lake et Geoff Downes d'Asia lors d'un projet intitulé Ride The Tiger, mais qui n'a jamais abouti.   
Parmi les pièces disponibles en bonus sur ce CD, il y en a une de Tim Hardin  Hang on to a dream, que  The Nice interprétaient déjà en 1969 mais revisitée par ELP avec de tous nouveaux arrangements. 

## Titres
| No  | Titre                                                    | Durée |
| --- | -------------------------------------------------------- | ----- |
| 1.  | Black Moon (Emerson, Lake, Palmer)                       | 6:56  |
| 2.  | Paper Blood (Emerson, Lake, Palmer)                      | 4:26  |
| 3.  | Affairs of the Heart (Geoff Downes, Greg Lake)           | 3:46  |
| 4.  | Romeo and Juliet (Prokofiev, Arrangements Keith Emerson) | 3:40  |
| 5.  | Farewell to Arms (Emerson, Lake)                         | 5:08  |
| 6.  | Changing States (Emerson)                                | 6:01  |
| 7.  | Burning Bridges (Mark Mancina)                           | 4:41  |
| 8.  | Close to Home (Emerson)                                  | 4:27  |
| 9.  | Better Days (Emerson, Lake)                              | 5:33  |
| 10. | Footprints in the Snow (Lake)                            | 3:50  |

### Titres bonus du CD
1. A blade of grass (Emerson) 2:01
2. Hang on to a dream (Tim Hardin) 4:49
3. A Farewell to arms (Emerson, Lake) 4:44

## Musiciens
- Keith Emerson : claviers
- Greg Lake : chant, guitare acoustique et électrique, basse, harmonica sur Paper Blood
- Carl Palmer : batterie, percussions

### Musiciens additionnels
- Mark Mancina : Arrangements des chœurs sur Black Moon
- Mark Holding : Arrangements des chœurs sur Paper Blood

## Production
- Mark Mancina, Ian Morrow, John Van Tongeren : Production
- Jay Rifkin : Editing Digital
- David Mitchell (4, 8, 10), Steve Kempster (1, 2, 3, 5, 6, 7, 9)
- Anthony Danbury, Brett Swain, Charlie Watts, Gil Morales, Marnie Riley : Assistants ingénieurs
- Stephen Marcussen : Mastering
- Gary Hodgson, Ian Morrow, John Van Tongeren, Tim Heintz : Programmations
- David Houlgate : Technicien pour l'orgue Hammond
- Will Alexander : Technicien pour les claviers
- Arina, Brass Ring Circus Studios : Traitement pour le logo 3D de la jaquette
- AWest, Brass Ring Circus Studios : Illustrations + Direction Artistique
- DZN : Design
- Lisa Zambrano :  A&R